# Калијумови канали
Калијумови канали су најразноврснија група јонских канала, који се налази у готово свим организмима. Они формирају поре селективне на калијум које прекривају ћелијске мембране. Калијумски канали се налазе у већини типова ћелија и контролишу широк спектар ћелијских функција, као нпр. кардиоваскуларне функције (регулација тонуса васкуларних глатких мишића) и одговорни су за одржавање стабилног потенцијала мировања мембране миоцита, као и за раздражљивост спроводног апарата срца. 
Калијумови (К + ) канали се налазе у ћелијским мембранама и контролишу транспорт К + јона из и и у ћелије. Они играју кључну улогу у ексцитабилним и неексцитабилним ћелијама и могу се наћи у готово свим врстама, осим код неких паразита.

## Функција
Калијумови канали функционишу тако да воде калијумове јоне низ њихов електрохемијски градијент, чинећи то брзо (до брзине дифузије К+ јона у води) и селективно (искључујући, пре свега, натријум упркос разлици испод ангстрома у јонском радијусу). Биолошки, ови канали делују тако да постављају или ресетују потенцијал мировања у многим ћелијама. У ексцитабилним ћелијама, као што су неурони, одложени противток калијумових јона обликује акциони потенцијал.
Доприносећи регулацији трајања срчаног акционог потенцијала у срчаном мишићу, оштећење калијумових канала може изазвати аритмије опасне по живот. Калијумови канали такође могу бити укључени у одржавање васкуларног тонуса.
Они такође регулишу ћелијске процесе као што је лучење хормона (нпр ослобађање инсулина из бета ћелија у панкреасу) тако да њихово оштећење може довести до болести (као што је дијабетес).
Неки токсини, као што је дендротоксин, су моћни јер блокирају калијумове канале.

## Класе калијумових канала
Постоје четири главне класе калијумових канала, чије карактеристике су приказане на дољој табели.
| Класа                                         | Опис карактеристика |
| --------------------------------------------- | --- |
| Калијумов канал активиран калцијумом          | Овај канал се отвара као одговор на присуство јона калцијума или других сигналних молекула. |
| Калијумов канал који се исправља према унутра | Овај канал лакше пролази струју (позитивно наелектрисање) у правцу према унутра (у ћелију). |
| Калијумов канал тандемских пора               | Ови канали су конститутивно отворени или поседују високу базалну активацију, као што су „канали калијума у мировању“ или „канали за цурење“ који постављају негативни мембрански потенцијал неурона. |
| Напонски вођени калијумски канали             | Ово су напонски јонски канали који се отварају или затварају као одговор на промене трансмембранског напона.                                                                                         |

У доњој табели приказано је поређење главних класа калијумових канала са репрезентативним примерима (за комплетну листу канала унутар сваке класе, погледајте странице одговарајуће класе).
| Класа | Поткласа | Функција | Блокатори | Активатори                                                                                 |
| --- | --- | --- | --- | ------------------------------------------------------------------------------------------ |
| - BK-канал - SK-канал - IK-канал | - Инхибиција као одговор на повећање интрацелуларног калцијума                                                     | - Haribdotoksin, - Iberiotoksin - Apamin - Неке врсте дендротоксина из змијског отрова мамбе, - BKCa-специфични - GAL-021 - Etanol - 1-EBIO - NS309 - CyPPA - BKCa-специфични: - Флуфенаминска киселина - Меклофенамска киселина - Нифлуминска киселина - Нимесулид - Ротлерин (малотоксин) - Толфенаминска киселина | |                                                                                            |
| Унутрашњи исправљачи 2T и 1P | - ROMK (Kir1.1) | - Рециклирање и лучење калијума у нефронима | - Неселективни: - Ba2+, - Cs+ |                                                                                            |
| Унутрашњи исправљачи 2T и 1P | - GPCR - регулисани (Kir3.x)                                                                                       | - Они посредују у инхибиторном ефекту многих GPCR-ova | - Ifenprodil - Kloperastin - Tertiapin - Tipepidin - Ba2+                                                                            | - ML-297 (VU0456810)                                                                       |
| Унутрашњи исправљачи 2T и 1P | - ATP-осетљиви (Kir6.x)                                                                                            | - Затворени када је аденозин-трифосфат (ATP) висок да би се потстакло лучење инсулина | - Acetoheksamid - Karbutamid - Klorpropamid - Glibenklamid (gliburid) - Glibornurid - Glicaramid - Gliclazid - Glimepirid - Glipizid | - Bimakalim - Kromakalim - Diazoksid - Levhromakalim - Minoksidil - Nikorandil - Pinacidil |
| - TWIK (TWIK-1, TWIK-2, KCNK7) - TREK (TREK-1, TREK-2, TRAAK) - TASK (TASK-1, TASK-3, TASK-5) - TALK (TASK-2, TALK-1, TALK-2) - THIK (THIK-1, THIK-2) - TRESK | - Доприносе потенцијалу мировања                                                                                   | - Bupivakain - Kvinidin - 12-O-Tetradecanoylphorbol-13-acetate - Arahidonska kiselina - Fluoksetin - Norfluoksetin - Модулатори преко GPCR агониста и антагониста - Нема селективних блокатора | - Halotan - Riluzol - Испарљиви анестетици, нпр. Izofluran - Модулатори преко GPCR агониста и антагониста,                           |                                                                                            |
| - hERG (Kv11.1) - KvLQT1 (Kv7.1) | - Реполаризација акционог потенцијала - Ограничава учесталост акционог потенцијала (поремећаји изазивају аритмију) | - 3,4-Diaminopiridin (amifampridin) - 4-Aminopiridin (fampridin/dalfampridin) - Bretilium - Tetretilamonij - hERG (KCNH2, Kv11.1)-специфични: - Ajmalin - Amiodaron - AmmTX3 - KCNQ (Kv7) -специфични: Linopirdin | - KCNQ (Kv7)-специфични: - Flupirtin - Retigabin (Kv7)                                                                               |                                                                                            |

## Структура
Калијумови канали имају тетрамерну структуру у којој се четири идентичне протеинске подјединице повезују да би формирале четвороструки симетрични (Ц4) комплекс распоређен око централне поре које проводе јоне (хомотетрамера). Алтернативно, четири сродне, али не идентичне протеинске подјединице могу да се удруже да формирају хетеротетрамерне комплексе са псеудо Ц4 симетријом. Све подјединице калијумових канала имају карактеристичну структуру поре-петље која облаже врх пора и одговорна је за селективну пропустљивост калијума.
Постоји преко 80 гена сисара који кодирају подјединице калијумових канала. Међутим, калијумови канали пронађени у бактеријама су међу најистраженијим јонским каналима, у смислу њихове молекуларне структуре. Користећи рендгенску кристалографију, стечен је детаљнији увиди у то како калијумови јони пролазе кроз ове канале и зашто (мањи) јони натријума не пролазе. Нобелова награда за хемију 2003. додељена је Роду Мекинону за његов пионирски рад у овој области.

### Филтер селективности
Кристалографска структура бактеријског KcsA калијумовог канала (PDB:1K4C).  Калијум јонски канали уклањају хидратантну љуску са јона када уђе у филтер за селективност. Филтер селективности је формиран од пет остатака секвенце, TVGYG, која се назива сигнатурна секвенца, унутар сваке од четири подјединице. Ова секвенца унутар је петље између спирале пора и ТМ2/6, историјски назване П-петља. Ова сигнатурна секвенца је високо очувана, са изузетком да је остатак валина у прокариотским калијум каналима често замењен остатком изолеуцина у еукариотским каналима. Ова секвенца усваја јединствену структуру главног ланца, структурно аналогну структурном мотиву протеина гнезда. Четири сета електронегативних карбонилних атома кисеоника су поређани према центру филтерских пора и формирају квадратну анти-призму сличну љусци која раствара воду око сваког места везивања калијума. Удаљеност између карбонил кисеоника и јона калијума на местима везивања филтера селективности је иста као између кисеоника у води у првој хидратационој љусци и јона калијума у воденом раствору, пружајући енергетски повољан пут за десолватацију јона. Натријум јони су, међутим, премали да попуне простор између карбонилних атома кисеоника. Дакле, енергетски је повољно да јони натријума остану везани за молекуле воде у ванћелијском простору, пре него што прођу кроз поре калијум-селективних јона. Чини се да се ова ширина одржава водоничним везом и ван дер Валсовим силама унутар слоја остатака ароматичних аминокиселина који окружује филтер селективности. Филтер селективности се отвара према екстрацелуларном раствору, излажући четири карбонил кисеоника у остатку глицина (Gly79 in KcsA).. Следећи остатак према ванћелијској страни протеина је негативно наелектрисани Asp80 (KcsA). Овај остатак заједно са пет филтерских остатака формира пору који повезује шупљину испуњену водом у центру протеина са екстрацелуларним раствором.

### Механизам селективности
Механизам селективности калијумових канала остаје под континуираном дебатом. Карбонил кисеоники су јако електронегативни и катјони привлачни. Филтер може да прими јоне калијума на 4 места обично означена од С1 до С4 почевши од ванћелијске стране. Поред тога, један јон се може везати у шупљини на месту званом СЦ или један или више јона на екстрацелуларној страни на више или мање добро дефинисаним местима званим С0 или Сект. Могуће је неколико различитих заузетости ових локација. Пошто су рендгенске структуре просечне вредности за многе молекуле, није могуће закључити стварну заузетост директно из такве структуре. Генерално, постоји недостатак због електростатичког одбијања да два суседна места заузимају јони. Предлози за механизам селективности су направљени на основу симулација молекуларне динамике, модела играчака везивања јона, термодинамичких прорачуна, тополошких разматрања, и структурних разлика између селективних и неселективни канали.
Механизам за транслокацију јона у КцсА је опширно проучаван теоријским прорачунима и симулацијом. Предвиђање механизма проводљивости јона у којем два двоструко заузета стања (С1, С3) и (С2, С4) играју суштинску улогу потврђено је обема техникама. Симулације молекуларне динамике (МД) сугеришу да су два ванћелијска стања,  Sext и S0, која одражавају јоне који улазе и излазе из филтера, такође важни актери у проводљивости јона.

### Хидрофобни регион
Овај регион неутралише околину око калијумовог јона тако да га не привлаче никаква наелектрисања. Заузврат, то убрзава реакцију.

### Централна пора
Централна пора, ширине 10 А, налази се близу центра трансмембранског канала, где је енергетска баријера највиша за попречни јон због хидрофобности зида канала. Пора  испуњена водом и поларни Ц-терминал спирале пора олакшава енергетску баријеру за јоне. Сматра се да одбијање вишка калијумових јона помаже пропусности јона. Присуство пора може се интуитивно схватити као један од механизама канала за превазилажење диелектричне баријере, или одбијања од стране нискодиелектричне мембране, задржавањем калијумовог јона у воденом окружењу са високим диелектричним дејством.

## Модулације функције калијумових канала
Модулације функције калијумових канала могу изазвати ендогени лиганди или лекови који могу бити: блокатори или активатори (односно отварачи калијумових канала). Модулација калијумових канала може бити терапијско или нежељено дејство лекова.

### Блокатори калијумових канала
Блокатори калијумових канала инхибирају проток калијумових јона кроз канал. Они се или такмиче са везивањем калијума унутар филтера селективности или се везују изван филтера да би оклудирали проводљивост јона. Пример једног од ових конкурената су кватернарни амонијум јони, који се везују за ванћелијско лице или централну шупљину канала. За блокирање из централне шупљине кватернарни амонијум јони су такође познати као блокатори отворених канала, јер везивање класично захтева претходно отварање капије цитоплазме.
Јони баријума такође могу блокирати струје калијумових канала, везивањем, са високим афинитетом, унутар филтера селективности. Сматра се да ово чврсто везивање лежи у основи токсичности баријума тако што инхибира активност калијумових канала у ексцитабилним ћелијама.
Медицински, блокатори калијумових канала, као што су 4-аминопиридин и 3,4-диаминопиридин, су испитивани за лечење стања као што је мултипла склероза. Ефекти лека ван циљног ефекта могу довести до синдрома дугог QT интервала изазваног лековима, потенцијално опасног по живот. Ово је најчешће због деловања на hERG калијумове канал у срцу. Сходно томе, сви нови лекови се обавезно претклинички тестирани на срчану безбедност.

### Активатори
Отварачи калијумових канала или активатор врста је лека који олакшава пренос јона кроз калијумове канале. Отварање јакијумових канала у ћелијским мембранама са резултујућим повећањем проводљивости калијума, помера мембрански потенцијал у хиперполаризујућем правцу ка  равнотежном потенцијалу калијума. Хиперполаризација смањује вероватноћу отварања јонских канала укључених у деполаризацију мембране и ексцитација је смањена. Верује се да отварачи калијумских канала хиперполаризују ћелије глатких мишића директним деловањем на ћелијску мембрану.
Најпознатији чланови групе су кромакалим, никорандил и пинацидил, али има још неколико нових једињења. Поред тога, недавно се показало да и клинички познати лекови као нпр. диазоксид и миноксидил показују својства отварања К+ канала. Никорандил и нова једињења која садрже нитро групе имају двоструки механизам деловања, такође активирајући гванилат циклазу, ефекат који доприноси њиховом профилу кардиоваскуларних ефеката.
Отварачи калијумових канала  имају широк спектар ефеката. Неке од њихових својстава и деловања су сумиране, а њихове садашње примене и/или потенцијал за будућу примену, нпр. хипертензија, ангина пекторис, астма, нестабилност мокраћне бешике и неколико других поремећаја. Закључено је да отварање калијумових канала представља занимљив фармаколошки принцип са много потенцијалних клиничких примена. Међутим, чини се да већина доступних лекова нема довољну селективност ткива да би им била корисна терапијска алтернатива. Пре него што се потенцијал нових чланова групе у клиничким испитивањима правилно процени, потребна су даљља клиничка искуства.

## Мускарински калијумови канали
Неке врсте калијумових канала активирају мускарински рецептори и они се називају мускарински калијумови канали (IKACh). Ови канали су хетеротетрамер састављен од две GIRK1 и две GIRK4 подјединице. Примери су калијумови канали у срцу, који, када се активирају парасимпатичким сигналима преко М2 мускаринских рецептора, изазивају спољашњу струју калијума, што успорава откуцаје срца.